# Kopaszyn (województwo dolnośląskie)
Kopaszyn (niem. Kapatschütz) – wieś w Polsce położona w województwie dolnośląskim, w powiecie trzebnickim, w gminie Prusice.

## Podział administracyjny
W latach 1975–1998 miejscowość administracyjnie należała do województwa wrocławskiego.

## Nazwa
Nazwa miejscowości wywodzi się od polskiej nazwy na czynność "kopania". Heinrich Adamy w swoim dziele o nazwach miejscowych na Śląsku wydanym w 1888 roku we Wrocławiu jako najstarszą nazwę miejscowości wymienia Copaczin podając jej znaczenie "Grabendorf, Grubenort" czyli "Wydrążona, wykopana (w ziemi) miejscowość". Pierwotna nazwa została później przez Niemców fonetycznie zgermanizowana na Kapatschütz tracąc swoje pierwotne znaczenie.
W księdze łacińskiej Liber fundationis episcopatus Vratislaviensis (pol. Księga uposażeń biskupstwa wrocławskiego) spisanej za czasów biskupa Henryka z Wierzbna w latach 1295–1305 miejscowość wymieniona jest w zlatynizownej formie Elgotha Copaschsonis.

## Zabytki
- piętrowy pałac wybudowany w 1797 r. nad  stawem, kryty dachem mansardowym. Zniszczony w latach 50. XX w.[7]. W drugim dziesięcioleciu XX w.  majorat Kopaszyn odziedziczył Manfred von Walther und Croneck, do którego należał pałac w Brzeźnie[8].